# Communauté de communes du Pithiverais-Gâtinais
Die Communauté de communes du Pithiverais-Gâtinais ist ein französischer Gemeindeverband mit der Rechtsform einer Communauté de communes im Département Loiret in der Region Centre-Val de Loire. Der Gemeindeverband wurde am 1. Dezember 2016 gegründet und umfasst 31 Gemeinden (Stand: 1. Januar 2025). Der Verwaltungssitz befindet sich in der Gemeinde Beaune-la-Rolande.

## Historische Entwicklung
Der Gemeindeverband entstand mit Wirkung vom 1. Januar 2017 durch die Fusion der Vorgängerorganisationen
- Communauté de communes du Beaunois und
- Communauté de communes des Terres Puiseautines

unter Zugang der Commune nouvelle Le Malesherbois.
Mit Wirkung zum 1. Januar 2025 verließ die Gemeinde Bordeaux-en-Gâtinais den Gemeindeverband und schloss sich der Communauté de communes des Quatre Vallées (Loiret) an.

## Mitgliedsgemeinden
| Gemeinde                                       | Einwohner 1. Januar 2022 | Fläche km² | Dichte Einw./km² | Code INSEE | Postleitzahl |
| ---------------------------------------------- | ------------------------ | ---------- | ---------------- | ---------- | ------------ |
| Augerville-la-Rivière                          | 216                      | 4,03       | 54               | 45013      | 45330        |
| Aulnay-la-Rivière                              | 505                      | 16,14      | 31               | 45014      | 45390        |
| Auxy                                           | 954                      | 20,28      | 47               | 45018      | 45340        |
| Barville-en-Gâtinais                           | 299                      | 10,29      | 29               | 45021      | 45340        |
| Batilly-en-Gâtinais                            | 447                      | 10,32      | 43               | 45022      | 45340        |
| Beaune-la-Rolande                              | 1.991                    | 20,55      | 97               | 45030      | 45340        |
| Boiscommun                                     | 1.142                    | 16,06      | 71               | 45035      | 45340        |
| Boësses                                        | 379                      | 13,13      | 29               | 45033      | 45390        |
| Briarres-sur-Essonne                           | 526                      | 8,23       | 64               | 45054      | 45390        |
| Bromeilles                                     | 321                      | 14,75      | 22               | 45056      | 45390        |
| Chambon-la-Forêt                               | 961                      | 17,16      | 56               | 45069      | 45340        |
| Courcelles-le-Roi                              | 318                      | 6,30       | 50               | 45110      | 45300        |
| Desmonts                                       | 171                      | 4,76       | 36               | 45124      | 45390        |
| Dimancheville                                  | 107                      | 2,35       | 46               | 45125      | 45390        |
| Échilleuses                                    | 387                      | 12,43      | 31               | 45131      | 45390        |
| Égry                                           | 356                      | 7,39       | 48               | 45132      | 45340        |
| Gaubertin                                      | 251                      | 7,29       | 34               | 45151      | 45340        |
| Grangermont                                    | 177                      | 3,93       | 45               | 45159      | 45390        |
| Juranville                                     | 435                      | 15,23      | 29               | 45176      | 45340        |
| La Neuville-sur-Essonne                        | 345                      | 9,19       | 38               | 45225      | 45390        |
| Le Malesherbois                                | 8.022                    | 85,04      | 94               | 45191      | 45300, 45330 |
| Lorcy                                          | 589                      | 16,75      | 35               | 45186      | 45490        |
| Montbarrois                                    | 297                      | 6,01       | 49               | 45209      | 45340        |
| Montliard                                      | 230                      | 8,99       | 26               | 45215      | 45340        |
| Nancray-sur-Rimarde                            | 571                      | 11,58      | 49               | 45220      | 45340        |
| Nibelle                                        | 1.176                    | 27,18      | 43               | 45228      | 45340        |
| Ondreville-sur-Essonne                         | 403                      | 6,57       | 61               | 45233      | 45390        |
| Orville                                        | 129                      | 7,19       | 18               | 45237      | 45390        |
| Puiseaux                                       | 3.336                    | 20,32      | 164              | 45258      | 45390        |
| Saint-Loup-des-Vignes                          | 391                      | 8,86       | 44               | 45288      | 45340        |
| Saint-Michel                                   | 149                      | 5,14       | 29               | 45294      | 45340        |
| Communauté de communes du Pithiverais-Gâtinais | 25.581                   | 423,44     | 60               | –          | –            |